# Letonia en los Juegos Paralímpicos de Sídney 2000
Letonia estuvo representada en los Juegos Paralímpicos de Sídney 2000 por cinco deportistas, cuatro hombres y una mujer.

## Medallistas
El equipo paralímpico letón obtuvo las siguientes medallas:
| Nombre             | Deporte   | Evento                          |
| ------------------ | --------- | ------------------------------- |
| Oro                |           |                                 |
| —                  |           |                                 |
| Plata              |           |                                 |
| —                  |           |                                 |
| Bronce             |           |                                 |
| Aigars Apinis      | Atletismo | Disco F52 masculino             |
| Aigars Apinis      | Atletismo | Peso F52 masculino              |
| Armands Ližbovskis | Atletismo | Salto de longitud F13 masculino |